# Ritkaság
A ritkaság a részecskefizikában a hadronok és alkotórészeik, a kvarkok jellemzésére használt egyik fizikai mennyiség. A leggyakrabban előforduló hadronok ritkasága nulla. Ilyenek azok a barionok, a proton és a neutron, amelyekből a látható világ felépül. A mezonok közül nulla ritkaságúak például a pionok. A nem nulla ritkaságú barionokat hiperonoknak hívjuk. A ritkaságot a nem nulla ritkaságú kaonok – ezek mezonok – felfedezése kapcsán vezette be Murray Gell-Mann és Nisidzsima Kadzuhiko.

## A ritkaság értéke
Egy részecske ritkaságának értékét megkapjuk, ha a benne levő ritka kvarkok számából kivonjuk a benne levő ritka antikvarkok számát és azt eredményt megszorozzuk mínusz eggyel.
{\displaystyle S=-(n_{s}-n_{\overline {s}})}
A ritka kvark ritkasága −1, a ritka antikvarké +1, az összes többi kvarké pedig 0.

## A ritkaság felfedezése
Werner Heisenberg 1932-ben bevezette az izospint abból kiindulva hogy a proton és neutron hasonló tömegűek és az erős kölcsönhatás erőssége bármely két nukleon között ugyanaz. A protont és a neutront a „nukleon” két állapotának tekintette amelyek közötti SU(2)-transzformációra nézve az erős kölcsönhatás invariáns.
{\displaystyle {\begin{pmatrix}p\\n\end{pmatrix}}}
Az antinukleonok is egy dublettet alkotnak a következő módon:
{\displaystyle {\begin{pmatrix}{\overline {n}}\\{\overline {p}}\end{pmatrix}}}
A nukleonok Q elektromos töltése, B barionszáma és I3 harmadik izospinkomponense között levezethető egy egyszerű összefüggés. Legyeb N(n) a részecskerendszerünkben a neutronok száma, N(p) pedig a protonoké, stb. Ekkor:
{\displaystyle Q=N(p)-N({\overline {p}})}
{\displaystyle B=N(p)+N(n)-N({\overline {p}})-N({\overline {n}})}
{\displaystyle I_{3}=N(p)-N(n)-N({\overline {p}})+N({\overline {n}})}
amiből egyszerűen levezethető a következő összefüggés:
{\displaystyle Q=I_{3}+{\frac {B}{2}}}
A töltött pionok 1947-es és a semleges pion 1950-es felfedezése után belőlük egy SU(2) részecskehármast lehetett összerakni hasonló tömegük és az erős kölcsönhatásban való hasonló viselkedésük miatt.
{\displaystyle {\begin{pmatrix}\pi ^{+}\\\pi ^{0}\\\pi ^{-}\end{pmatrix}}}
amelyre a fenti, töltésszámok közötti összefüggés szintén igaz. A kozmikus sugárzásból, majd az első GeV-es gyorsító, a Cosmotron 1952-es beindítása után annak részecskenyalábja segítségével nagy számmal keletkeztek később kaonoknak és hiperonoknak nevezett új részecskék. Abraham Pais 1952-ben kijelentette, hogy ezek párban keletkeznek az erős kölcsönhatásban, ezért nagy a számuk, és van egy új töltésjellegű jellemzőjük, ami megmarad az erős kölcsönhatásban, ezért keletkeznek párban. Bomlásuk során viszont, éppen a megmaradó jelleg miatt, keltett párjuktól már eltávolodva, bomlani nem tudnak erősen, hanem csak gyenge kölcsönhatással, ezért élettartamuk a keltési gyakoriságuk miatt várt 10-23 s helyett 10-10 s nagyságrendű.
Az új részecskékre nem teljesült a fenti töltésösszefüggés, de 1953-ban azt Murray Gell-Mann és Nisidzsima Kazuhiko kiegészítette a Pais által javasolt új töltéssel. Az új részecskék „különös” viselkedése miatt kapta az új mennyiség a „különösség, furcsaság”, azaz strangeness (S) nevet, amely a magyarban ritkaságként gyökeresedett meg. A módosított töltésösszefüggést Gell-Mann–Nisidzsima-összefüggésnek hívjuk:
{\displaystyle Q=I_{3}+{\frac {B+S}{2}}=I_{3}+{\frac {Y}{2}}}
ahol Y = B + S neve a hipertöltés.

## A ritkaság megmaradása és sérülése
A ritkaság az erős és az elektromágneses kölcsönhatásban megmaradó mennyiség. A ritkaság megmaradása része a kvarkízszimmetriának, amely az erős kölcsönhatásban érvényesül. 
A standard modellnek a ritkaság kívülről betett részben megmaradó mennyisége, betett paramétere. Elméleti kutatások és kísérleti igazolások szükségesek ahhoz, hogy vajon valamely nagy egyesített elméletből levezethető-e a sérülésének okával, mikéntjével együtt.